# Joaquim Salvat i Sintes
Joaquim Salvat i Sintes (* 1903 in Barcelona; † 1938 ebenda) war ein auf Kammermusik spezialisierter katalanischer Komponist mit Neigungen zum französischen Impressionismus.

## Leben und Werk
Joaquim Salvat studierte Klavier bei Tomàs Buxó und Komposition bei Enric Morera und Joan Manén am Conservatori Municipal de Barcelona.
1931 gründete er das Institut d’Estudis Musicals. 1934 wurde er zum Professor für Solfeggio am oben genannten Konservatorium ernannt. Als Komponist entwickelte er sich stilmäßig weit weg von seinen Lehrern und übernahm die Ästhetik des Modernisme, des Noucentisme und des französischen Impressionismus. Er verband sein Wirken als Komponist mit musikwissenschaftlicher Arbeit als Redakteur und Herausgeber der Musikzeitschrift Vibracions. Aus seinem kompositorischen Werk sind die Canconette für Orchester und das Streichquartett in c-Moll (1935) besonders hervorzuheben. Aufgrund seines frühen Todes ist sein Kompositionsstil nicht voll ausentwickelt.